# 연공 (소설)
연공(恋空 코이조라[*])는 일본의 휴대 전화 소설이다. 2007년 영화로 만들어졌으며, 2008년에는 텔레비전 드라마로도 만들어졌다.

## 개요
휴대 전화 웹사이트 '마법의 i랜드'에 게재되어, 동 사이트 BOOK 랭킹 160일 연속으로 선두를 기록했다. 2006년 10월 7일 책으로도 발매되었고, 상·하권을 합친 초회 발행 부수는 30만부. 2007년 1월 기준으로, 총 140만부를 돌파했다. 휴대 전화 소설로는 Yoshi의 'Deep Love'나 chaco의 '천사가 준 것' 등이 뒤를 잇고 있으며, 특히 여자 중고생 및 20대 여성들의 전폭적인 지지를 얻고 있다. 스토리의 무대는 2005년 12월까지. 2007년 10월 하순에는 히로의 시점으로 그려진 사이드 스토리 《기미조라》(君空)가 발매되었다.

## 진실성
사이트에 연재될 때는 논픽션을 표방했으나, 현재는 '실제 있었던 일을 각색한 픽션'으로 바뀌었다. 마법의 i랜드의 편성부 부장 쿠사노 아키오는, 젊은 사람들의 실제 경험이야말로 독자들이 공감하기 때문에, 대 히트할 것임을 알고 있었다고 한다. 그러나 암이나 임신에 관한 기술 등에 대해서는 현실과 너무나 동떨어졌다는 지적도 있었다.

## 이야기
타하라 미카는 키가 작은 것만 빼고는 평범한 여고생이었다. 어느 날, 휴대 전화 번호를 묻는 노조무에게 번호를 가르쳐 준 것을 계기로 노조무의 친구 히로 (사쿠라이 히로키)를 만나고 교제하게 된다.
히로는 미카와의 교제가 진심이 아니었지만 차츰 진심으로 사랑하게 된다. 아야와 노조무 커플과 더블 데이트를 하거나, 함께 땡땡이를 치는 등 즐거운 고교 생활을 보내고 있었다. 그러던 중 미카는 히로의 아이를 임신하고 아이를 낳기로 하지만, 히로의 옛 여자 친구 사키에게 밀쳐져 넘어진 뒤 유산하고 만다. 큰 충격을 받지만 사랑으로 극복해 가는 미카와 히로.
그러던 어느 날, 미카에게 돌연 이별을 고하는 히로. 곧 미카는 히로가 말기 암을 앓고 있으며, "미카가 행복해졌음 좋겠다."는 바람에 이별을 선택했다는 것을 알게 되고, 새 남자친구 후쿠하라 유를 버리고 히로에게 달려간다.

## 등장 인물
- 미카 (타하라 미카)

주인공. 1인칭은 미카. 신장 148cm 작은 체구지만, 영화 및 드라마에서 연기하는 두 사람 (아라가키 유이 167cm, 미즈사와 에레나 168cm)이 장신임으로 이 설정은 무시되었다.
대학에 다니며 히로를 간병하는 모습이 자주 그려진다.
- 타하라 카츠히로

미카의 아빠. 엄하지만 미카를 위하는 언동이 많다.
- 타하라 야스에

미카의 엄마. 미카에게 아이를 낳는 것, 엄마가 되는 것의 의미를 가르쳐준다.
- 타하라 사오리

미카의 언니.
- 히로 (사쿠라이 히로키)

미카의 남자친구. 악성 종양을 발견한 후부터 죽을 때까지 쓴 일기에는 미카를 향한 묘사가 많다.
- 사쿠라이 히로카즈

히로의 아빠.
- 사쿠라이 아키미

히로의 엄마.
- 사쿠라이 미나코

히로의 누나. 미카의 버팀목.
- 사키

히로의 옛 여자친구. 키가 크고 화장이 짙어 얼핏 성인으로 보이지만 여고생이다. 드라마 및 영화에서는 미카가 훨씬 키가 커서 (우스다 아사미 163cm, 하루 164cm) 미카처럼 이 설정은 무시되었다. 히로의 여자친구가 된 미카를 질투해 임신한 미카를 유산시킨다.
- 노조무

히로의 절친이며 제일 잘 이해하는 사람.
- 아야

미카의 절친이자 노조무의 여자친구.
- 유카

미카와 아야의 친구.
- 타츠야

미카의 친구였으나, 히로의 계략으로 중퇴한다.
- 사리나

미카가 히로와 헤어진 직후 히로가 사귀었던 여자. 성격은 나쁘지만 마성의 여자.
- 미야비

사리나와 헤어진 후 사귀기 시작한 히로의 여자친구이자 미카의 친구. 아이 사진을 버리라는 히로와 싸우고 헤어진다.
- 후쿠하라 유

히로와 헤어진 후 사귄 미카의 대학생 남자친구.

## 서적 정보
- 연공(상) -슬픈 사랑 이야기 (Starts 출판) ISBN 978-4-88381-045-1
- 연공(하) -슬픈 사랑 이야기 (Starts 출판) ISBN 978-4-88381-046-8
- 키미조라 -'koizora'another story (Starts 출판) ISBN 978-4-88381-063-5

## 만화
COMIC 마법의 i랜드 (후타바샤) 연재. 작화는 하네다 이부키.
- 코믹스 (후타바샤, 쥬르 코믹스 COMIC 마법의 i랜드 시리즈)
  - 제1권 ISBN 978-4-575-33332-9
  - 제2권 ISBN 978-4-575-33341-1
  - 제3권 ISBN 978-4-575-33346-6
  - 제4권 ISBN 978-4-575-33356-5
  - 제5권 ISBN 978-4-575-33362-6
  - 제6권 ISBN 978-4-575-33368-8
  - 제7권 ISBN 978-4-575-33378-7
  - 제8권 ISBN 978-4-575-33381-7

## 영화
2007년 11월 3일에 개봉한 일본의 영화. 제작은 TBS, 도호 등. 배급은 도호. 이마이 나츠키는 본작을 통해 극장용 영화 첫 감독을 맡았다. 촬영은 대부분 오이타현을 배경으로 이루어졌다. 아라가키 유이의 첫 영화 주연작.

### 캐스팅
- 타하라 미카 : 아라가키 유이
- 사쿠라이 히로키 : 미우라 하루마
- 사키 : 우스다 아사미
- 노조무 : 나카무라 아오이
- 아야 : 하루
- 타하라 사오리 : 후카다 아키
- 켄 : 아사리 요스케
- 신타로 : 오와다 켄스케
- 이즈미 : 마츠이 에리나
- 유카 : 오히라 나츠미
- 사쿠라이 히로카즈 : 야마모토 류지
- 타하라 카츠히로 : 다카하시 조지
- 미나코 : 카리나
- 사쿠라이 아키미 : 아소 유미
- 타하라 야스에 : 아사노 유코
- 후쿠하라 유 : 코이데 케이스케

### 스태프
- 감독 : 이마이 나츠키
- 프로듀서 : 모리카와 마사유키, 나스다 준
- 기획 : 마츠노 마사키
- 각본 : 와타나베 무츠키
- 촬영 : 야마모토 히데오
- 음악 : 코노 신
- 제작 프로덕션 : 파인 엔터테인먼트
- 제작 : TBS, 마법의 i랜드, 레프로 엔터테인먼트, 도호, MBS, TC 엔터테인먼트, 파인 엔터테인먼트

### 주제가
- 주제가 : Mr.Children - 여행의 노래
- 삽입곡 : 아라가키 유이 - heavenly days

### 흥행·평가
흥행 수익은 39억 엔으로 대히트한 한편, 그 해 최악의 영화를 선출하는 문춘키이치고 상에서 2위에 랭크되었다.

### 오리지널 사운드 트랙
- 연공 오리지널 사운드 트랙 레이블 : HARBOR RECORDS
- 2007년 10월 31일 ASIN:B000YDBV80

### 옴니버스
- I LOVE 연공 from 마법의 i랜드
- avex trax 2008년 1월 30일 ASIN:B000ZZFZKU

## 드라마
2008년 8월 2일부터 9월 13일까지 TBS에서 매주 토요일 19:56 - 20:54까지 총6화로 방송되었다.

### 캐스팅
- 타하라 미카 : 미즈사와 에레나
- 사쿠라이 히로키 : 세토 코지
- 후쿠하라 유 : 아베 츠요시
- 아야 : 아오이
- 노조무 : 미우라 쇼헤이
- 사키 : 하루
- 카토 타츠야 : 나가야마 켄토
- 타하라 사오리 : 키쿠치 아키코
- 유카 : 사타케 우키
- 하나 : 코바야시 사리
- 마나미 : 미야자와 사에(AKB48)
- 담임 : 나카무라 카오리
- 사쿠라이 히로카즈 : 우카지 타카시
- 사쿠라이 아키미 : 오쿠누키 카오루
- 사쿠라이 미나코 : 마츠시타 나오
- 타하라 야스에 : 하네다 미치코
- 타하라 카츠히로 : 키시타니 고로

### 스태프
- 프로듀서 : 카토 쇼이치
- 각본 : 와타나베 무츠키
- 연출 : 이마이 나츠키, 마츠다 레이토
- 음악 : 코노 신
- 제작 협력 : 파인 엔터테인먼트
- 제작 : 드리맥스 텔레비전, TBS

### 주제가
- 후쿠하라 마이 - 사랑의 노래 (アイのうた)
  - 드라마 시청률은 저조했지만, 주제가는 벨소리 다운로드 50만 건을 기록했으며, 오리콘 차트에서도 약 3개월 동안 머무르며 롱 세일즈를 기록했다.

### 서브 타이틀
| 각 화                                         | 방송일          | 서브 타이틀                                                                                    | 서브 타이틀 (원제)                                                        | 연출          | 시청률 |
| --------------------------------------------- | --------------- | ---------------------------------------------------------------------------------------------- | ------------------------------------------------------------------------- | ------------- | ------ |
| 제1화                                         | 2008년 8월 2일  | 2500만명이 눈물 흘린 러브 스토리! 슬픈 사랑... 감동의 명작 드디어 드라마화                     | 2500万人が涙した真実のラブストーリー! 切ない純愛…感動の名作ついにドラマ化 | 이마이 나츠키 | 5.6%   |
| 제2화                                         | 2008년 8월 9일  | 계속 좋아했어... 슬픈 첫사랑에 충격의 행방~눈물의 급전개                                       | ずっと好きだったよ… せつない初恋に衝撃のゆくえ～涙の急展開                | 이마이 나츠키 | 5.9%   |
| 제3화                                         | 2008년 8월 23일 | 반드시 행복하게 해줄 거야! 용서 받을 수 없는 결혼과 아버지의 눈물... 히로를 쫓는 충격적인 진실 | ぜったい幸せにするから! 許されない結婚と父の涙… ヒロをおそう驚愕の真実    | 마츠타 레이토 | 6.7%   |
| 제4화                                         | 2008년 8월 30일 | 이제, 네 눈물 닦아주지 않을 거야! 히로, 슬픈 결의                                              | もう、おまえの涙ふいてやれないから! ヒロ悲しみの決意                      | 마츠타 레이토 | 6.3%   |
| 제5화                                         | 2008년 9월 6일  | 계속 좋아했단 말이야! 둘만의 결혼식... 눈물의 최종회 전편                                      | ずっと好きだったよ! 二人だけの結婚式…涙の最終章前編                       | 이마이 나츠키 | 7.6%   |
| 제6화                                         | 2008년 9월 13일 | 나는 지금도 하늘을 사랑하고 있습니다... 오열의 최종회 충격적인 결말!                           | 私は今でも空に恋をしています… 号泣の最終章終幕衝撃の結末!                 |               | 6.3%   |
| 평균 시청률 6.4% 간토 지방 비디오 리서치 조사 |                 |                                                                                                |                                                                           |               |        |